# Großer Preis von Großbritannien 2024
Der Große Preis von Großbritannien 2024 (offiziell Formula 1 Qatar Airways British Grand Prix 2024) fand am 7. Juli auf dem Silverstone Circuit in Silverstone statt und war das zwölfte Rennen der Formel-1-Weltmeisterschaft 2024.

## Bericht

### Hintergründe
Nach dem Großen Preis von Österreich führte Max Verstappen in der Fahrerwertung mit 81 Punkten vor Lando Norris und mit 87 Punkten vor Charles Leclerc. In der Konstrukteurswertung führte Red Bull Racing mit 64 Punkten vor Ferrari und mit 87 Punkten vor McLaren-Mercedes.
Beim Großen Preis von Großbritannien stellte Pirelli den Fahrern die Reifenmischungen C1 Hard (weiß), C2 Medium (gelb) und C3 Soft (rot) sowie Cinturato Intermediates (grün) und Cinturato Full-Wets (blau) für Nässe zur Verfügung.
Williams trat beim Heimrennen mit einer Speziallackierung an. Das Team präsentierte die Namen aller 1.005 Teammitglieder in Form der britischen Nationalflagge, des Union Jacks, auf dem FW46. Auch Red Bull Racing trat mit einer Sonderlackierung an. Grund hierfür war das 20-jährige Jubiläum des Rennstalls in der Formel 1.
Kevin Magnussen (zehn), Sergio Pérez, Logan Sargeant, Fernando Alonso (jeweils acht), Lance Stroll (sieben), Verstappen, Lewis Hamilton (jeweils vier), Esteban Ocon (drei), George Russell, Nico Hülkenberg, Daniel Ricciardo, Yuki Tsunoda, Valtteri Bottas, Zhou Guanyu (jeweils zwei) und Carlos Sainz jr. (einer) gingen mit Strafpunkten ins Rennwochenende.
Mit Hamilton (achtmal), Alonso (zweimal), Verstappen und Sainz jr. (jeweils einmal) traten vier ehemalige Sieger zu diesem Grand Prix an. Zusätzlich konnte Verstappen 2020 den Großen Preis des 70-jährigen Jubiläums gewinnen, der ebenfalls auf dem Silverstone Circuit stattfand.
Als Rennkommissare für dieses Rennwochenende fungierten Garry Connelly (AUS), Matthew Selley (AUS), Enrique Bernoldi (BRA) und Ian Watson (GBR).

### Training
Im ersten freien Training fuhr Norris in 1:27,420 Minuten die schnellste Zeit vor Stroll und Oscar Piastri. Oliver Bearman übernahm im ersten Training den Haas von Magnussen, bei Red Bull fuhr Isack Hadjar anstelle von Pérez, bei Williams Franco Colapinto für Sargeant und bei Alpine übernahm Jack Doohan das Cockpit von Pierre Gasly.
Im zweiten freien Training fuhr Norris mit 1:26,549 Minuten die Bestzeit vor Piastri und Pérez.
Im dritten freien Training fuhr Russell mit 1:37,529 Minuten die Bestzeit vor Hamilton und Norris.

### Qualifying
Das Qualifying bestand aus drei Teilen mit einer Nettolaufzeit von 45 Minuten. Im ersten Qualifying-Segment (Q1) hatten die Fahrer 18 Minuten Zeit, um sich für das Rennen zu qualifizieren. Alle Fahrer, die im ersten Abschnitt eine Zeit erzielten, die maximal 107 Prozent der schnellsten Rundenzeit betrug, qualifizierten sich für das Rennen. Die besten 15 Fahrer erreichten den nächsten Qualifikationsabschnitt. Hamilton war Schnellster. Bottas, Magnussen, beide Alpine-Piloten und Pérez schieden aus. Gasly erhielt eine Startplatzstrafe von 50 Plätzen, da er die Anzahl erlaubter Antriebseinheiten überschritt. Auf seinen Startplatz hatte diese Strafe keine Auswirkung, denn er startete bereits als Letzter.
Der zweite Abschnitt (Q2) dauerte 15 Minuten. Die schnellsten zehn Piloten qualifizierten sich für den dritten Teil des Qualifyings. Norris war Schnellster. Leclerc, Sargeant, beide RB-Piloten und Zhou schieden aus.
Der letzte Abschnitt (Q3) ging über eine Zeit von zwölf Minuten, in denen die ersten zehn Startpositionen vergeben wurden. Russell erzielte mit einer Rundenzeit von 1:25,819 Minuten die Bestzeit vor Hamilton und Norris. Russell erzielte seine dritte Pole-Position. Es war das erste Mal seit dem Großen Preis von Südafrika 1968, dass die ersten drei Plätze im Qualifying allesamt an britische Fahrer gingen.

### Rennen
Pérez startete das Rennen aus der Boxengasse, nachdem ihm nach dem Qualifying ein neuer Motor eingebaut worden war. Nach der Einführungsrunde bog Gasly in die Boxengasse ab und musste seinen Alpine bereits vor Rennstart mit einem Getriebeschaden abstellen.
Beim Start unter trockenen Bedingungen behielt Russell die Führung vor Hamilton, während dahinter Verstappen Norris überholen konnte. In den ersten Runden gab es vorn keine Positionswechsel, während es im hinteren Teil des Feldes zu einigen Überholmanövern kam.

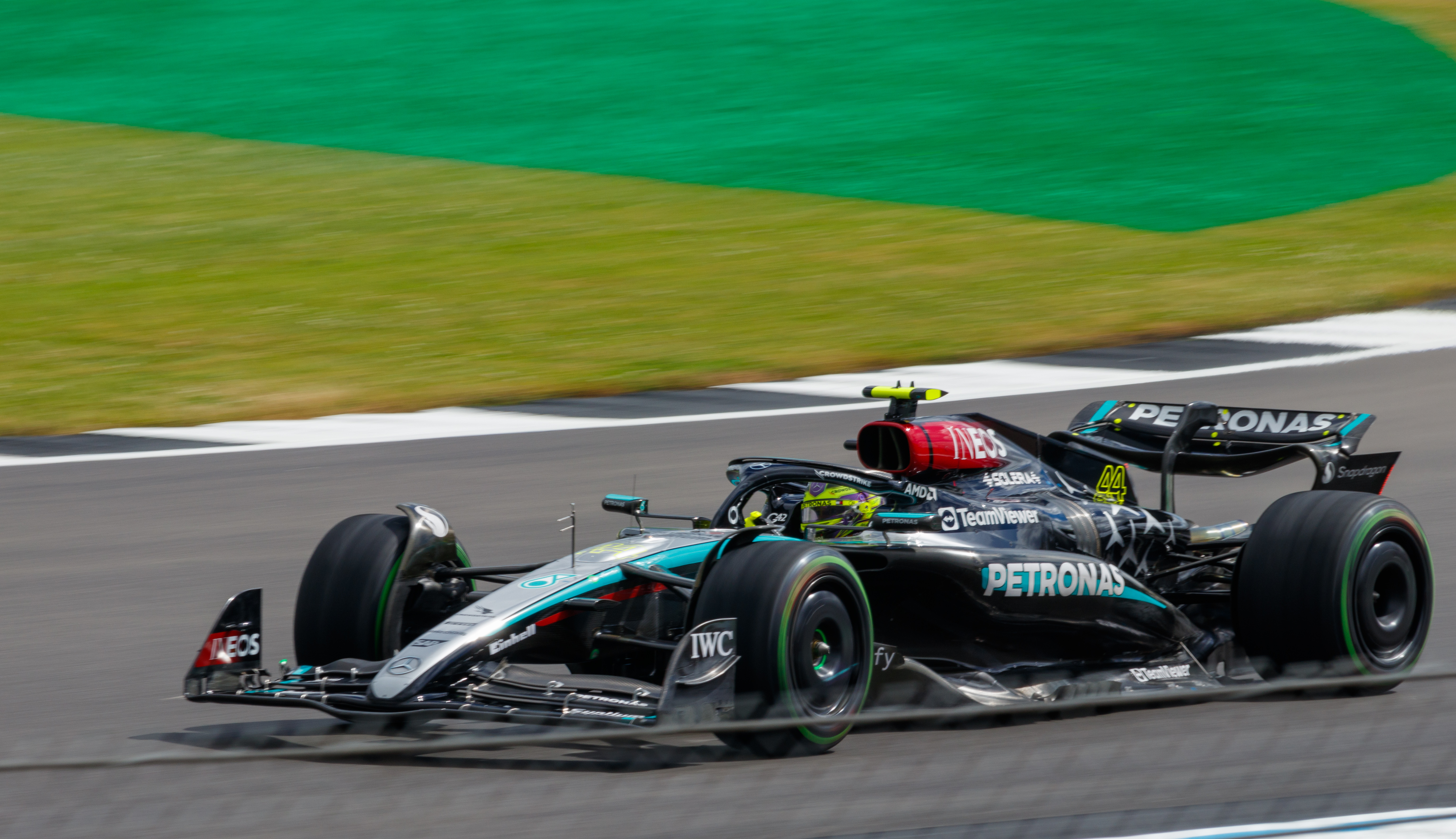
Rennsieger Lewis Hamilton

In der 15. Runde begann es leicht zu regnen. Norris konnte derweil an Verstappen vorbeigehen und sich auf die Verfolgung der beiden Mercedes begeben. Zwei Runden später konnte dann auch Piastri den Niederländer überholen. Während der Regen stärker wurde, konnte Hamilton in der 18. Runde Russell überholen und die Führung übernehmen. Dahinter schlossen die beiden McLaren rasch auf das Führungsduo auf. Eine Runde später kamen dann beide Mercedes von der mittlerweile im ersten Sektor nassen Fahrbahn von der Strecke ab und verloren Schwung. Hamilton konnte seine Führung zwar zunächst behalten, dahinter verlor Russell allerdings seinen zweiten Platz an Norris und auch Piastri war an den Mercedes-Piloten herangefahren.
In der 20. Runde wechselten Leclerc, Pérez, Ocon und Zhou auf die Intermediates. Diese Strategie stellte sich allerdings schnell als falsch heraus, da die Strecke noch zu trocken war. Alle vier Fahrer verloren mehrere Sekunden zu ihren Kontrahenten. Vorn beklagten sich die Mercedes derweil über wenig Grip und wurden von den McLaren-Piloten überholt. Norris führte das Rennen somit vor Piastri, Hamilton und Russell an.
Nachdem der Regen stärker wurde, wechselten Verstappen und Sainz jr. als Fünfter bzw. Sechster in der 27. Runde als Erste aus der Führungsgruppe auf Intermediates. Eine Runde später folgten Norris und die beiden Mercedes. Piastri musste eine weitere Runde auf Slicks fahren und verlor viel Zeit. Nachdem auch er an der Box war und zurückfiel, lautete die Reihenfolge der ersten sechs Norris, Hamilton, Verstappen, Russell, Sainz jr. und Piastri.
In der 34. Runde musste Russell dann seinen Mercedes mit einem Problem am Wassersystem abstellen. Nachdem der Regen aufhörte und sich viele Fahrer beklagten, dass es zu trocken für die Intermediates sei, wechselten Magnussen und Ricciardo in der 38. Runde als erste Fahrer wieder zurück auf Trockenreifen. Eine Runde später folgten Hamilton und Verstappen, während Norris draußen blieb. Hamilton wechselte auf die Softs, Verstappen auf die Hards. In der 40. Runde kam dann auch Norris zu seinem Stopp und zwischen Hamilton und Verstappen auf die Strecke zurück. Auch er zog die weicheste Mischung auf.
Hamilton konnte seinen Vorsprung halten, während Verstappen Norris in der 48. Runde überholen und sich den zweiten Platz sichern konnte. Hamilton gewann schlussendlich das Rennen knapp vor Verstappen und Norris. Es war Hamiltons 104. Rennsieg sowie sein neunter Sieg beim Großen Preis von Großbritannien, womit er einen neuen Rekord für die meisten Siege auf einer Strecke aufstellte. Außerdem war es Hamiltons erster Sieg seit dem Großen Preis von Saudi-Arabien 2021 und der erste Rennsieg für einen Fahrer, nachdem er die Marke von 300 Rennstarts überschritten hatte. Mit 6237 Tagen stellte Hamilton zusätzlich einen neuen Rekord für die Dauer zwischen seinem ersten Rennsieg beim Großen Preis von Kanada 2007 und diesem auf, zwischen den beiden Rennen sind bis fast auf den Tag genau 17 Jahre und ein Monat vergangen.
Die restlichen Punkteplatzierungen belegten Piastri, Sainz jr., Hülkenberg, Stroll, Alonso, Albon und Tsunoda. Sainz jr. erzielte die schnellste Rennrunde und erhielt dafür einen zusätzlichen Punkt.
In der Fahrer- und Konstrukteursmeisterschaft blieben die ersten drei Positionen unverändert.

## Meldeliste
| Team                          | Nr. | Fahrer           | Chassis                           | Motor      | Reifen |
| ----------------------------- | --- | ---------------- | --------------------------------- | ---------- | ------ |
| Oracle Red Bull Racing        | 01  | Max Verstappen   | Red Bull Racing RB20              | Honda RBPT | P      |
| Oracle Red Bull Racing        | 11  | Sergio Pérez     | Red Bull Racing RB20              | Honda RBPT | P      |
| Oracle Red Bull Racing        | 37  | Isack Hadjar     | Red Bull Racing RB20              | Honda RBPT | P      |
| Mercedes-AMG Petronas F1 Team | 63  | George Russell   | Mercedes-AMG F1 W15 E Performance | Mercedes   | P      |
| Mercedes-AMG Petronas F1 Team | 44  | Lewis Hamilton   | Mercedes-AMG F1 W15 E Performance | Mercedes   | P      |
| Scuderia Ferrari              | 16  | Charles Leclerc  | Ferrari SF-24                     | Ferrari    | P      |
| Scuderia Ferrari              | 55  | Carlos Sainz jr. | Ferrari SF-24                     | Ferrari    | P      |
| McLaren F1 Team               | 81  | Oscar Piastri    | McLaren MCL38                     | Mercedes   | P      |
| McLaren F1 Team               | 04  | Lando Norris     | McLaren MCL38                     | Mercedes   | P      |
| Aston Martin Aramco F1 Team   | 18  | Lance Stroll     | Aston Martin AMR24                | Mercedes   | P      |
| Aston Martin Aramco F1 Team   | 14  | Fernando Alonso  | Aston Martin AMR24                | Mercedes   | P      |
| BWT Alpine F1 Team            | 31  | Esteban Ocon     | Alpine A524                       | Renault    | P      |
| BWT Alpine F1 Team            | 10  | Pierre Gasly     | Alpine A524                       | Renault    | P      |
| BWT Alpine F1 Team            | 61  | Jack Doohan      | Alpine A524                       | Renault    | P      |
| Williams Racing               | 23  | Alexander Albon  | Williams FW46                     | Mercedes   | P      |
| Williams Racing               | 02  | Logan Sargeant   | Williams FW46                     | Mercedes   | P      |
| Williams Racing               | 45  | Franco Colapinto | Williams FW46                     | Mercedes   | P      |
| Visa Cash App RB F1 Team      | 03  | Daniel Ricciardo | RB VCARB 01                       | Honda RBPT | P      |
| Visa Cash App RB F1 Team      | 22  | Yuki Tsunoda     | RB VCARB 01                       | Honda RBPT | P      |
| Stake F1 Team Kick Sauber     | 77  | Valtteri Bottas  | KICK Sauber C44                   | Ferrari    | P      |
| Stake F1 Team Kick Sauber     | 24  | Zhou Guanyu      | KICK Sauber C44                   | Ferrari    | P      |
| MoneyGram Haas F1 Team        | 20  | Kevin Magnussen  | Haas VF-24                        | Ferrari    | P      |
| MoneyGram Haas F1 Team        | 50  | Oliver Bearman   | Haas VF-24                        | Ferrari    | P      |
| MoneyGram Haas F1 Team        | 27  | Nico Hülkenberg  | Haas VF-24                        | Ferrari    | P      |

Anmerkungen
1. 1 2  Der Red Bull mit der Startnummer 37 wurde im ersten freien Training für Hadjar eingesetzt. Pérez übernahm das Fahrzeug anschließend für das restliche Rennwochenende mit seiner Startnummer 11.
2. 1 2  Der Alpine mit der Startnummer 61 wurde im ersten freien Training für Doohan eingesetzt. Gasly übernahm das Fahrzeug anschließend für das restliche Rennwochenende mit seiner Startnummer 10.
3. 1 2  Der Williams mit der Startnummer 45 wurde im ersten freien Training für Colapinto eingesetzt. Sargeant übernahm das Fahrzeug anschließend für das restliche Rennwochenende mit seiner Startnummer 2.
4. 1 2  Der Haas mit der Startnummer 50 wurde im ersten freien Training für Bearman eingesetzt. Magnussen übernahm das Fahrzeug anschließend für das restliche Rennwochenende mit seiner Startnummer 20.

## Klassifikationen

### Qualifying
| Pos.                                                                      | Fahrer           | Konstrukteur                 | Q1       | Q2       | Q3       | Start |
| ------------------------------------------------------------------------- | ---------------- | ---------------------------- | -------- | -------- | -------- | ----- |
| 01                                                                        | George Russell   | Mercedes                     | 1:30,106 | 1:26,723 | 1:25,819 | 01    |
| 02                                                                        | Lewis Hamilton   | Mercedes                     | 1:29,547 | 1:26,770 | 1:25,990 | 02    |
| 03                                                                        | Lando Norris     | McLaren F1 Team              | 1:31,596 | 1:26,559 | 1:26,030 | 03    |
| 04                                                                        | Max Verstappen   | Red Bull Racing-Honda RBPT   | 1:31,342 | 1:26,796 | 1:26,203 | 04    |
| 05                                                                        | Oscar Piastri    | McLaren-Mercedes             | 1:30,895 | 1:26,733 | 1:26,237 | 05    |
| 06                                                                        | Nico Hülkenberg  | Haas-Ferrari                 | 1:31.929 | 1:26.847 | 1:26.338 | 06    |
| 07                                                                        | Carlos Sainz jr. | Ferrari                      | 1:30,557 | 1:26,843 | 1:26,509 | 07    |
| 08                                                                        | Lance Stroll     | Aston Martin Aramco-Mercedes | 1:31,410 | 1:26,938 | 1:26,585 | 08    |
| 09                                                                        | Alexander Albon  | Williams-Mercedes            | 1:31,135 | 1:26,933 | 1:26,640 | 09    |
| 10                                                                        | Fernando Alonso  | Aston Martin Aramco-Mercedes | 1:31,264 | 1:26,730 | 1:26,917 | 10    |
| 11                                                                        | Charles Leclerc  | Ferrari                      | 1:30,496 | 1:27,097 | –        | 11    |
| 12                                                                        | Logan Sargeant   | Williams-Mercedes            | 1:31,608 | 1:27,175 | –        | 12    |
| 13                                                                        | Yuki Tsunoda     | RB-Honda RBPT                | 1:30,994 | 1:27,269 | –        | 13    |
| 14                                                                        | Zhou Guanyu      | Kick Sauber-Ferrari          | 1:31,190 | 1:27,867 | –        | 14    |
| 15                                                                        | Daniel Ricciardo | RB-Honda RBPT                | 1:31,291 | 1:27,949 | –        | 15    |
| 16                                                                        | Valtteri Bottas  | Kick Sauber-Ferrari          | 1:32,431 | –        | –        | 16    |
| 17                                                                        | Kevin Magnussen  | Haas-Ferrari                 | 1:32,905 | –        | –        | 17    |
| 18                                                                        | Esteban Ocon     | Alpine-Renault               | 1:34,557 | –        | –        | 18    |
| 19                                                                        | Sergio Pérez     | Red Bull Racing-Honda RBPT   | 1:38,348 | –        | –        | Box   |
| 20                                                                        | Pierre Gasly     | Alpine-Renault               | 1:39,804 | –        | –        | 19    |
| 107-Prozent-Zeit: 1:35,815 min (bezogen auf Q1-Bestzeit von 1:29,547 min) |                  |                              |          |          |          |       |

Anmerkungen
1. ↑  Pérez musste aus der Boxengasse starten, da an seinem Wagen unter Parc-fermé-Bedingungen Teile der Antriebseinheit getauscht worden waren.
2. ↑  Gasly musste von letzten Startplatz starten, da er die Anzahl erlaubter Antriebseinheiten überschritten hatte und dafür eine Gesamtstrafe von mehr als 15 Startplätzen erhielt.
3. ↑  Da das Qualifying auf nasser Strecke stattfand, galt die 107-Prozent-Regel nicht.

### Rennen
| Pos.                                                              | Fahrer           | Konstrukteur                 | Runden | Stopps | Zeit        | Start | Schnellste Rennrunde |
| ----------------------------------------------------------------- | ---------------- | ---------------------------- | ------ | ------ | ----------- | ----- | -------------------- |
| 01                                                                | Lewis Hamilton   | Mercedes                     | 52     | 2      | 1:22:27,059 | 02    | 1:29,438 (45.)       |
| 02                                                                | Max Verstappen   | Red Bull Racing-Honda RBPT   | 52     | 2      | + 1,465     | 04    | 1:28,952 (48.)       |
| 03                                                                | Lando Norris     | McLaren-Mercedes             | 52     | 2      | + 7,547     | 03    | 1:29,262 (43.)       |
| 04                                                                | Oscar Piastri    | McLaren-Mercedes             | 52     | 2      | + 12,429    | 05    | 1:28,748 (51.)       |
| 05                                                                | Carlos Sainz jr. | Ferrari                      | 52     | 3      | + 47,318    | 07    | 1:28,293 (52.)       |
| 06                                                                | Nico Hülkenberg  | Haas-Ferrari                 | 52     | 2      | + 55,722    | 06    | 1:29,836 (43.)       |
| 07                                                                | Lance Stroll     | Aston Martin Aramco-Mercedes | 52     | 2      | + 56,569    | 08    | 1:29,897 (46.)       |
| 08                                                                | Fernando Alonso  | Aston Martin Aramco-Mercedes | 52     | 2      | + 1:03,577  | 10    | 1:29,710 (47.)       |
| 09                                                                | Alexander Albon  | Williams-Mercedes            | 52     | 2      | + 1:08,387  | 09    | 1:29,718 (52.)       |
| 10                                                                | Yuki Tsunoda     | RB-Honda RBPT                | 52     | 2      | + 1:19,303  | 13    | 1:30,229 (43.)       |
| 11                                                                | Logan Sargeant   | Williams-Mercedes            | 52     | 2      | + 1:28,960  | 12    | 1:29,972 (42.)       |
| 12                                                                | Kevin Magnussen  | Haas-Ferrari                 | 52     | 2      | + 1:30,153  | 17    | 1:30,093 (42.)       |
| 13                                                                | Daniel Ricciardo | RB-Honda RBPT                | 51     | 2      | + 1 Runde   | 15    | 1:30,735 (47.)       |
| 14                                                                | Charles Leclerc  | Ferrari                      | 51     | 3      | + 1 Runde   | 11    | 1:29,748 (43.)       |
| 15                                                                | Valtteri Bottas  | Kick Sauber-Ferrari          | 51     | 2      | + 1 Runde   | 16    | 1:31,277 (44.)       |
| 16                                                                | Esteban Ocon     | Alpine-Renault               | 50     | 4      | + 2 Runden  | 18    | 1:30,875 (46.)       |
| 17                                                                | Sergio Pérez     | Red Bull Racing-Honda RBPT   | 50     | 4      | + 2 Runden  | Box   | 1:29,707 (50.)       |
| 18                                                                | Zhou Guanyu      | Kick Sauber-Ferrari          | 50     | 4      | + 2 Runden  | 14    | 1:31,014 (43.)       |
| –                                                                 | George Russell   | Mercedes                     | 33     | 2      | DNF         | 01    | 1:31,298 (03.)       |
| DNS                                                               | Pierre Gasly     | Alpine-Renault               | –      | –      | –           | 19    | –                    |
| Fahrer des Tages: Lewis Hamilton (36,1 % der abgegebenen Stimmen) |                  |                              |        |        |             |       |                      |

## WM-Stände nach dem Rennen
Die ersten zehn des Rennens bekamen 25, 18, 15, 12, 10, 8, 6, 4, 2 bzw. 1 Punkt(e). Zusätzlich wurde ein Punkt für die schnellste Rennrunde vergeben, wenn der betreffende Fahrer unter den ersten Zehn ins Ziel kam.

### Fahrerwertung
| Pos. | Fahrer           | Konstrukteur                 | Punkte |
| ---- | ---------------- | ---------------------------- | ------ |
| 01   | Max Verstappen   | Red Bull Racing-Honda RBPT   | 255    |
| 02   | Lando Norris     | McLaren-Mercedes             | 171    |
| 03   | Charles Leclerc  | Ferrari                      | 150    |
| 04   | Carlos Sainz jr. | Ferrari                      | 146    |
| 05   | Oscar Piastri    | McLaren-Mercedes             | 124    |
| 06   | Sergio Pérez     | Red Bull Racing-Honda RBPT   | 118    |
| 07   | George Russell   | Mercedes                     | 111    |
| 08   | Lewis Hamilton   | Mercedes                     | 110    |
| 09   | Fernando Alonso  | Aston Martin Aramco-Mercedes | 45     |
| 10   | Lance Stroll     | Aston Martin Aramco-Mercedes | 23     |
| 11   | Nico Hülkenberg  | Haas-Ferrari                 | 22     |

| Pos. | Fahrer           | Konstrukteur        | Punkte |
| ---- | ---------------- | ------------------- | ------ |
| 12   | Yuki Tsunoda     | RB-Honda RBPT       | 20     |
| 13   | Daniel Ricciardo | RB-Honda RBPT       | 11     |
| 14   | Oliver Bearman   | Ferrari             | 6      |
| 15   | Pierre Gasly     | Alpine-Renault      | 6      |
| 16   | Kevin Magnussen  | Haas-Ferrari        | 5      |
| 17   | Alexander Albon  | Williams-Mercedes   | 4      |
| 18   | Esteban Ocon     | Alpine-Renault      | 3      |
| 19   | Zhou Guanyu      | Kick Sauber-Ferrari | 0      |
| 20   | Logan Sargeant   | Williams-Mercedes   | 0      |
| 21   | Valtteri Bottas  | Kick Sauber-Ferrari | 0      |

### Konstrukteurswertung
| Pos. | Konstrukteur                 | Punkte |
| ---- | ---------------------------- | ------ |
| 01   | Red Bull Racing-Honda RBPT   | 373    |
| 02   | Ferrari                      | 302    |
| 03   | McLaren-Mercedes             | 295    |
| 04   | Mercedes                     | 221    |
| 05   | Aston Martin Aramco-Mercedes | 68     |

| Pos. | Konstrukteur        | Punkte |
| ---- | ------------------- | ------ |
| 06   | RB-Honda RBPT       | 31     |
| 07   | Haas-Ferrari        | 27     |
| 08   | Alpine-Renault      | 9      |
| 09   | Williams-Mercedes   | 4      |
| 10   | Kick Sauber-Ferrari | 0      |